# Liste der Kulturdenkmäler in Glashütten (Taunus)
Die folgende Liste enthält die in der Denkmaltopographie ausgewiesenen Kulturdenkmäler auf dem Gebiet  der Gemeinde Glashütten, Hochtaunuskreis, Hessen.
Hinweis: Die Reihenfolge der Denkmäler in dieser Liste orientiert sich zunächst an Ortsteilen und anschließend der Anschrift, alternativ ist sie auch nach der Bezeichnung, der vom Landesamt für Denkmalpflege vergebenen Nummer oder der Bauzeit sortierbar.
Kulturdenkmäler werden fortlaufend im Denkmalverzeichnis des Landes Hessen durch das Landesamt für Denkmalpflege Hessen auf Basis des Hessischen Denkmalschutzgesetzes (HDSchG) geführt. Die Schutzwürdigkeit eines Kulturdenkmals hängt nicht von der Eintragung in das Denkmalverzeichnis des Landes Hessen oder der Veröffentlichung in der Denkmaltopographie ab.

Das Vorhandensein oder Fehlen eines Objekts in dieser Liste ist keine rechtsverbindliche Auskunft darüber, ob es Kulturdenkmal ist oder nicht: Diese Liste entspricht möglicherweise nicht dem aktuellen Stand der offiziellen Denkmaltopographie. Diese ist für Hessen in den entsprechenden Bänden der Denkmaltopographie Bundesrepublik Deutschland und im Internet unter DenkXweb – Kulturdenkmäler in Hessen einsehbar. Auch diese Quellen sind, obwohl sie durch das Landesamt für Denkmalpflege Hessen aktualisiert werden, nicht immer aktuell, da es im Denkmalbestand immer wieder Änderungen gibt.
Eine verbindliche Auskunft erteilt allein das Landesamt für Denkmalpflege Hessen.
Nutze diese Kartenansicht, um Koordinaten in der Liste zu setzen. In dieser Kartenansicht sind Kulturdenkmale ohne Koordinaten mit einem roten bzw. orangen Marker dargestellt und können in der Karte gesetzt werden. Kulturdenkmale ohne Bild sind mit einem blauen bzw. roten Marker gekennzeichnet, Kulturdenkmale mit Bild mit einem grünen bzw. orangen Marker.

## Glashütten
| Bild                             | Bezeichnung                            | Lage                                                             | Beschreibung | Bauzeit   | Objekt-Nr. |
| -------------------------------- | -------------------------------------- | ---------------------------------------------------------------- | ------------ | --------- | ---------- |
| Evangelische Kirche Glashütten   | Evangelische Kirche                    | Glashütten, Kirchstraße 3 LageFlur: 4, Flurstück: 173/18, 173/36 |              | 1955      | 100551 DDB |
| weitere Bilder                   | Taunus Observatorium                   | Glashütten, Kleiner Feldberg LageFlur: 6, Flurstück: 11/2        |              | 1910–1912 | 100178 DDB |
| weitere Bilder                   | Katholische Heilig-Geist-Kirche        | Glashütten, Limburger Straße 13a LageFlur: 7, Flurstück: 174     |              | 1714–1716 | 738155 DDB |
| Kreuz an der katholischen Kirche | Kreuz an der katholischen Kirche       | Glashütten, Limburger Straße 13a LageFlur: 7, Flurstück: 175/4   |              |           | 738155 DDB |
| Mariensäule                      | Mariensäule an der katholischen Kirche | Glashütten, Limburger Straße 13a LageFlur: 7, Flurstück: 175/4   |              | 1762      | 738155 DDB |

## Oberems
| Bild                        | Bezeichnung          | Lage                                                        | Beschreibung | Bauzeit | Objekt-Nr. |
| --------------------------- | -------------------- | ----------------------------------------------------------- | ------------ | ------- | ---------- |
| An der Linde 2              | An der Linde 2       | Oberems, An der Linde 2 LageFlur: 1, Flurstück: 120         |              | 1716    | 100179 DDB |
| weitere Bilder              | Brunnenplatz 4       | Oberems, Brunnenplatz 4 LageFlur: 1, Flurstück: 114         |              | um 1700 | 100180 DDB |
| Forstgasse 7                | Ehemaliges Forsthaus | Oberems, Forstgasse 7 LageFlur: 1, Flurstück: 151/2         |              |         | 100181 DDB |
| weitere Bilder              | Ehemaliges Rathaus   | Oberems, Frankfurter Straße 1 LageFlur: 1, Flurstück: 160   |              | 1926    | 100184 DDB |
| Evangelische Kirche Oberems | Evangelische Kirche  | Oberems, Frankfurter Straße 4 LageFlur: 1, Flurstück: 124/1 |              |         | 100183 DDB |
| Hauptstraße 2               | Hauptstraße 2        | Oberems, Hauptstraße 2 LageFlur: 1, Flurstück: 64/2         |              | um 1700 | 100186 DDB |
| weitere Bilder              | Hauptstraße 14       | Oberems, Hauptstraße 14 LageFlur: 1, Flurstück: 57/1        |              | 1727    | 100185 DDB |

## Schloßborn
| Bild           | Bezeichnung                                     | Lage                                                                             | Beschreibung                                                                               | Bauzeit                     | Objekt-Nr. |
| -------------- | ----------------------------------------------- | -------------------------------------------------------------------------------- | ------------------------------------------------------------------------------------------ | --------------------------- | ---------- |
| weitere Bilder | Gesamtanlage Schloßborn                         | Schloßborn Lage                                                                  | Burgstraße 1; Langstraße 7,11,13,14,15,16,17,18,19,22; Pfarrgasse 1,3,5; Schustergasse 2,4 |                             | 100187 DDB |
| Burgstraße 1   | Fachwerkwohnhaus Burgstraße 1                   | Schloßborn, Burgstraße 1 LageFlur: 5, Flurstück: 136                             |                                                                                            | Beginn des 18. Jahrhunderts | 100188 DDB |
| Burgstraße 2-4 | Burgstraße 2, 4                                 | Schloßborn, Burgstraße 2, 4 LageFlur: 5, Flurstück: 93/1, 94                     |                                                                                            | um 1700                     | 100190 DDB |
| weitere Bilder | Burgstraße 9                                    | Schloßborn, Burgstraße 9 LageFlur: 5, Flurstück: 118/1, 118/2                    |                                                                                            |                             | 100189 DDB |
| weitere Bilder | Kapelle und Gnadenkreuz                         | Schloßborn, Dattenberg LageFlur: 13, Flurstück: 165/3                            |                                                                                            | 1952                        | 100196 DDB |
| Turm           | Reste der Ortsbefestigung                       | Schloßborn, Grabenstraße, Pfarrgasse LageFlur: 5, Flurstück: 161/3, 59/3         |                                                                                            | 1359                        | 738275 DDB |
| weitere Bilder | Hasenmühle                                      | Schloßborn, Hasenmühle 1, Heftricher Wiesen LageFlur: 1, Flurstück: 152, 153     |                                                                                            | um 1700                     | 738274 DDB |
| weitere Bilder | Marienkapelle                                   | Schloßborn, Königsteiner Straße, Ringstraße LageFlur: 6, Flurstück: 121/1, 121/2 |                                                                                            | um 1870                     | 737796 DDB |
| Friedhofskreuz | Friedhofskreuz                                  | Schloßborn, Königsteiner Straße, Ringstraße LageFlur: 6, Flurstück: 120          |                                                                                            |                             | 737796 DDB |
| weitere Bilder | Langstraße 7, 9                                 | Schloßborn, Langstraße 7, 9 LageFlur: 5, Flurstück: 133, 134/1                   |                                                                                            | Frühes 18. Jahrhundert      | 100195 DDB |
| weitere Bilder | Schützenhof                                     | Schloßborn, Langstraße 13 LageFlur: 5, Flurstück: 110                            |                                                                                            | um 1700                     | 100192 DDB |
| Langstraße 14  | Langstraße 14                                   | Schloßborn, Langstraße 14 LageFlur: 5, Flurstück: 155                            |                                                                                            |                             | 100193 DDB |
| weitere Bilder | Katholische Kirche mit Wegekreuz und Grenzstein | Schloßborn, Langstraße 18 LageFlur: 5, Flurstück: 149                            |                                                                                            | 1714                        | 100194 DDB |